# Plants vs. Zombies 2: It's About Time
Plants vs. Zombies 2: It's About Time — продовження гри Plants vs. Zombies, яке вийшло ексклюзивом для мобільних пристроях. Гра вийшла влітку 2013 для IOS, а вже восени для Android. На відміну від першої частини компанія PopCap Games тепер виступає у ролі тільки розробника, а видає компанія Electronic Arts. Гравець повинен боротися проти зомбі в різні періоди часу, включно зі Стародавнім Єгиптом, XVI-XVII століттям, Льодовиковою ерою, Далеким майбутнім, Середньовіччям та 1980-ми роками.
Поточна версія гри - 11.2.1.

## Участь
Головний герой гри використовує машину часу на ім'я Пенні, щоб разом зі своїм сусідом, Божевільним Дейвом, подорожувати різними псевдоісторичними місцями, щоб знайти тако Дейва. Головний герой бере участь у гонках у часі з доктором Зомбосом, головним антагоністом попередньої гри, який намагається запобігти парадоксу.

## Ігровий процес
Plants vs. Zombies 2 — це безкоштовна гра, на відміну від свого попередника, яка підтримує купівлю монет у застосунку для використання певних можливостей підсилення: Plant Food, новий бонус, дозволяє рослинам вмикатися на різний проміжок часу. Кожна рослина має свої здібності, якщо давати їм рослинну їжу. Гравці можуть пройти всю гру, не купуючи ці здібності, деякі з яких можна заробити протягом гри, а не купувати. Крім того, користувачі можуть підвищувати рівень своїх рослин, використовуючи пакети насіння (знайдені в грі або куплені за реальні гроші), щоб дозволити їм постійно покращувати свої здібності. Гравці можуть розпочати додатковий навчальний посібник, який проходить перед будинком гравця. Після цього гравець подорожує до Стародавнього Єгипту і може виграти ключі світу в грі, завершивши День 6, щоб розблокувати ряд додаткових налаштувань періоду («світи»); це вимагало певної кількості зірок у попередніх оновленнях. Світи включають Юрське болото, Піратські моря та Загублене місто. У китайській версії є п’ять додаткових світів, а саме: Світ Кунгфу, Небесне місто, Парова епоха, Період Хеян та Епоха Відродження. Проходячи рівні, гравці відкривають нові рослини, кожна з яких має переваги та унікальні прискорення.

## Розробка
У серпні 2012 року PopCap оголосили, що працюють над продовженням своєї попередньої гри Plants vs. Zombies, і що вона включатиме «нові функції, налаштування та ситуації». У наступному оголошенні компанія підтвердила, що нова гра буде випущена 18 липня 2013 року. 26 червня 2013 року PopCap оголосив на своїй сторінці у Twitter, що гра вийде пізніше, ніж було оголошено раніше. 9 липня гра була випущена в Австралії та Новій Зеландії в iOS App Store і вийшла у всьому світі 15 серпня 2013 року. Версія для Android була випущена в усьому світі 23 жовтня 2013 року.

### Випуск
Очікувалося, що вперше гра буде запущена на iOS 18 липня 2013 року. 26 червня було оголошено, що гра була відкладена до кінця літа в офіційному акаунті гри в Twitter. Програмне забезпечення гри було запущено в австралійському та новозеландському App Store 9 липня, щоб перевірити потужність сервера. Він був запущений у всьому світі на iOS 15 серпня і за п’ять днів очолив чарти безкоштовних застосунків у 137 країнах. 12 вересня PopCap Games soft запустила гру для Android у Китаї в Baidu AppSearch і оголосила, що вона вийде в Google Play у всьому світі пізніше цього року. 2 жовтня гра з’явилася в магазинах Google Play в Австралії та Нової Зеландії.

## Сприйняття
| Агрегатор  | Оцінка |
| ---------- | ------ |
| Metacritic | 86/100 |

| Видання     | Оцінка      |
| ----------- | ----------- |
| Destructoid | 9/10        |
| Edge        | 9/10        |
| Eurogamer   | 8/10        |
| GameSpot    | 8.9/10      |
| Gamezebo    | 4.5/5 зірок |
| IGN         | 8.7/10      |
| Macworld    | 4.5/5       |
| TouchArcade | [ 9 ]       |

Гра отримала переважно позитивні відгуки від користувачів і критиків, незважаючи на використання покупок у застосунку. Критики в основному оцінили ігровий процес і графіку. Він має оцінку Metacritic 86/100 на основі 36 відгуків. PopCap Games оголосила на Gamescom 20 серпня 2013 року, що гру було завантажено 15 мільйонів разів, що робить її найуспішнішою мобільною грою EA. Через десять днів було оголошено, що гру було завантажено 25 мільйонів разів, що перевищує кількість завантажень першої гри. Apple обрала Plants vs. Zombies 2 як друге місце в рейтингу гри для iPhone 2013 року.